# Prelude to the pollution of nature
Prelude to the pollution of nature is een compositie van Vagn Holmboe
Naast een hele ris symfonieën en strijkkwartetten schreef de Deense componist een tiental preludes voor kamerorkest, hier aangeduid als sinfonietta. Alle tien stukken zijn opgedragen aan musicoloog Robert Layton, die in zijn jaren de Scandinavische muziek trachtte te promoten in Engeland. De werken verschenen in een korte periode tussen 1986 en 1991; Holmboe, overleden in 1996, heeft ze overigens niet alle kunnen terugluisteren tijdens uitvoeringen.
Prelude to the pollution of nature is de zevende in de serie. Deze zevende, in allegro non troppo, wijkt voor wat betreft klank duidelijk af van de rest. In plaats van schoonheid wordt hier de vernietiging van de natuur verbeeldt, zeker de marsmuziek aan het eind.
De muziek werd vergeleken met muzikale pointillistische aquarellen, waarbij de invloed van de muziek van Carl Nielsen en Joseph Haydn niet ver weg is. 
Orkestratie
- 1 dwarsfluit, 1 hobo, 1 klarinet, 1 fagot
- 2 hoorns, 1 trompet
- 2 man/vrouw percussie, piano
- 1 eerste viool, 1 tweede viool, 1 altviool, 1 cello, 1 contrabas